# Ecloga di Teodulo
L'Ecloga di Teodulo (Ecloga Theoduli) era un dialogo in versi latini, diventato un testo scolastico di riferimento nel Medioevo e probabilmente fino al Rinascimento. Gli studiosi lo datano generalmente fra il IX e il X secolo, anche se sono state avanzate ipotesi anche precedenti.

## Attribuzione
Il primo commentatore medievale conosciuto ad attribuire l'opera a uno scrittore di formazione ateniese di nome "Teodulo" fu Bernardo di Utrecht; tuttavia, oggi la maggior parte degli studiosi concorda sul fatto che Teodulo sia uno pseudonimo e che l'autore non abbia studiato ad Atene, ma sia vissuto in Occidente. Ciò è supportato dal fatto che tutte le fonti dell'Ecloga sono scritte in latino. Teorie precedenti identificavano Teodulo con Gotescalco di Orbais perché entrambi i nomi significano "servo di Dio" e perché si ritiene che Gotescalco conoscesse il greco e l'uso dei nomi greci nel dialogo. 
Secondo Ernst Robert Curtius (1948), questa interpretazione era già stata contraddetta da Karl Strecker, che nel 1924 l'aveva definita «errata», collocando l'opera nel X secolo e rilevando che la metrica della poesia di Teodulo era diversa.

## Contenuto
Il poema è una discussione tra Alithia (verità) e Pseustis (falsità), con Phronesis (ragione) in funzione di arbitro.
Il poema polemico si presenta sotto le spoglie bucoliche: il pastore Pseustis, intriso di saggezza ateniese, e la pastorella cristiana Alathia discutono entrambi a favore della propria religione. Ad ogni leggenda pagana Alathia contrappone una storia biblica.

## Edizioni critiche
- (LT)   Jacques Paul Migne, Ecloga Theoduli (PDF), in Patrologia Latina.
- (DE)  Konrad Goehl, Jorit Wintjes, Die ecloga des Theodulus, Übersetzt  von Konrad Goehl, mit einer Einführung und Erläuterungen von Jorit Wintjes. Baden-Baden: Deutscher Wissenschafts-Verlag,  2012, ISBN 978-3-86888-052-6
- (DE)  Johann Osternacher, Theoduli ecloga, in Jahres-Bericht des Gymn. am Kollegium Petrinum, Linz-Urfahr, 1902.
- (IT)  Francesco Mosetti Casaretto: Teodulo, Ecloga. Il canto della verità e della menzogna. Firenze 1997.
- (EN)  George Rigg, The Eclogue of Theodulus. A Translation, introduzione con commento, Università di Toronto, 2005 (online)

## Copie digitalizzate
- Konrad Kachelofen, Edizione del "1489" nel Gesamtkatalog der Wiegendrucke (GW-Nummer M45870))
  - Biblioteca statale di Lübeck, copia digitalizzata, segnatura I.-K. 1218
  - Bayerische Staatsbibliothek, copia digitalizzata
- Konrad Kachelofen, edizione del 1492, nel Gesamtkatalog der Wiegendrucke (GW-Nummer M45871): Herzog August Bibliothek, copia digitalizzata